# Noi due (Eros Ramazzotti)
Noi due è una raccolta del cantautore italiano Eros Ramazzotti.

## Descrizione
Pubblicato anche nella versione spagnola, Somos dos, il disco contiene tre inediti, tra cui Io prima di te, in rotazione radiofonica dal 28 ottobre 2013. Gli altri due inediti sono un remix dell'ultimo singolo del precedente album, Fino all'estasi cantato insieme a Nicole Scherzinger e una versione acustica di Noi, il brano che dà il nome al disco precedente.
L'album è stato distribuito in due versioni:
- Standard: contiene l'album Noi con l'aggiunta di tre bonus track (Io Prima Di Te, Noi in versione acustica e Fino All'Estasi remix) e il dvd dello showcase di presentazione di Noi a Cinecittà[1];
- Deluxe: in ben 4 dischi, rispetto alla versione standard, contiene inoltre l'album in lingua spagnola Somos, incluse le tre bonus track, il cd audio del live di Cinecittà, il vinile 45 giri Io Prima Di Te (Antes de ti, sul lato B), e la t-shirt di Noi.[1]

## Tracce

### Noi due
Il disco è costituito da 17 tracce:
1. Io prima di te – 3:35 (Eros Ramazzotti, Luca Chiaravalli, Saverio Grandi)
2. Noi – 3:53 (Eros Ramazzotti, Luca Chiaravalli, Saverio Grandi)
3. Un angelo disteso al sole – 3:24 (Eros Ramazzotti, Luca Chiaravalli, Saverio Grandi)
4. Questa nostra stagione – 3:37 (Eros Ramazzotti, Luca Chiaravalli, Lara Pagin, Andrea Bonomo, Saverio Grandi)
5. Io sono te (feat. Giancarlo Giannini) – 3:32 (Eros Ramazzotti, Luca Chiaravalli, Anthony Preston, Carlo Rizoli, Saverio Grandi)
6. Fino all'estasi (feat. Nicole Scherzinger) – 3:45 (Eros Ramazzotti, Luca Chiaravalli, Saverio Grandi)
7. Abbracciami – 3:16 (Eros Ramazzotti, Luca Chiaravalli, Saverio Grandi)
8. Balla solo la tua musica – 3:50 (Eros Ramazzotti, Luca Chiaravalli, Andrea Bonomo, Saverio Grandi)
9. Infinitamente – 3:47 (Eros Ramazzotti, Luca Chiaravalli, Saverio Grandi)
10. Polaroid – 3:33 (Eros Ramazzotti, Luca Chiaravalli, Saverio Grandi, Andrea Bonomo)
11. Sotto lo stesso cielo – 3:40 (Eros Ramazzotti, Luca Chiaravalli, Saverio Grandi)
12. Una tempesta di stelle – 3:51 (Eros Ramazzotti, Luca Chiaravalli, Saverio Grandi, Andrea Bonomo, Cosimo Fini, Francesco Vigorelli)
13. Testa o cuore (feat. Club Dogo) – 4:05 (Eros Ramazzotti, Luca Chiaravalli)
14. Così (feat. Il Volo) – 4:17
15. Solamente uno (feat. Hooverphonic) – 3:06 (Eros Ramazzotti, Luca Chiaravalli, Andrea Bonomo, Alex Callier)
16. Fino all'estasi (Daddy's Groove Remix) (feat. Nicole Scherzinger) – 3:32 (Eros Ramazzotti, Luca Chiaravalli, Anthony Preston, Carlo Rizoli, Saverio Grandi)
17. Noi (Acoustic Version) – 3:13 (Eros Ramazzotti, Luca Chiaravalli, Saverio Grandi)

Durata totale: 61:56

### Somos dos
Il disco è costituito da 17 tracce:
1. Antes de ti – 3:35 (Eros Ramazzotti, Luca Chiaravalli, Saverio Grandi, Mila Ortiz Martin)
2. Ahora somos – 3:53 (Eros Ramazzotti, Luca Chiaravalli, Saverio Grandi, Mila Ortiz Martin)
3. Un ángel como el sol tú eres – 3:24 (Eros Ramazzotti, Luca Chiaravalli, Saverio Grandi, Mila Ortiz Martin)
4. Este tiempo tan nuestro – 3:37 (Eros Ramazzotti, Luca Chiaravalli, Lara Pagin, Andrea Bonomo, Saverio Grandi, Mila Ortiz Martin)
5. Yo soy tú (feat. Andy García) – 3:32 (Eros Ramazzotti, Luca Chiaravalli, Anthony Preston, Carlo Rizoli, Saverio Grandi, Mila Ortiz Martin)
6. Hasta el éxtasis (feat. Nicole Scherzinger) – 3:45 (Eros Ramazzotti, Luca Chiaravalli, Saverio Grandi, Mila Ortiz Martin)
7. Abrázame – 3:16 (Eros Ramazzotti, Luca Chiaravalli, Saverio Grandi, Mila Ortiz Martin)
8. Baila solo con tu música – 3:50 (Eros Ramazzotti, Luca Chiaravalli, Andrea Bonomo, Saverio Grandi, Mila Ortiz Martin)
9. Amigo mío – 3:47 (Eros Ramazzotti, Luca Chiaravalli, Saverio Grandi, Mila Ortiz Martin)
10. Dos minutos – 3:33 (Eros Ramazzotti, Luca Chiaravalli, Saverio Grandi, Andrea Bonomo, Mila Ortiz Martin)
11. Bajo el mismo cielo – 3:40 (Eros Ramazzotti, Luca Chiaravalli, Saverio Grandi, Mila Ortiz Martin)
12. Una tormenta de estrellas – 3:51 (Eros Ramazzotti, Luca Chiaravalli, Saverio Grandi, Andrea Bonomo, Cosimo Fini, Francesco Vigorelli)
13. Testa o cuore (feat. Club Dogo) – 4:05 (Eros Ramazzotti, Luca Chiaravalli, Mila Ortiz Martin)
14. Así (feat. Il Volo) – 4:17 (Eros Ramazzotti, Luca Chiaravalli, Andrea Bonomo, Alex Callier, Mila Ortiz Martin)
15. Uno más (feat. Hooverphonic) – 3:06
16. Hasta el éxtasis (Daddy's Groove Remix) (feat. Nicole Scherzinger) – 3:32 (Eros Ramazzotti, Luca Chiaravalli, Anthony Preston, Carlo Rizoli, Saverio Grandi, Mila Ortiz Martin)
17. Ahora somos (Acoustic Version) – 3:13 (Eros Ramazzotti, Luca Chiaravalli, Saverio Grandi, Mila Ortiz Martin)

## Formazione
- Eros Ramazzotti - voce, cori, chitarra elettrica, chitarra acustica, tastiera, pianoforte
- Tim Pierce, Giorgio Secco, Biagio Sturiale - chitarra acustica, chitarra elettrica
- Luca Chiaravalli - chitarra elettrica, chitarra acustica, tastiera, pianoforte, archi, cori
- Saverio Grandi - chitarra acustica, pianoforte, archi, cori
- Reggie Hamilton, Paolo Costa- basso
- Lele Melotti, Josh Freese, Gary Novak - batteria
- Marco Barusso - basso, chitarra elettrica
- Alex Callier - basso, chitarra elettrica, cori in Solamente uno
- Luca Scarpa - tastiera, pianoforte, organo Hammond, Fender Rhodes
- Serafino Tedesi - violino
- Massino Zanotti - trombone, tromba
- Dario Cecchini - flauto, sax baritono
- Gabriele Bolognesi - sax alto, sax tenore
- Renato Di Bonito, Gianluigi Fazio, Roberta Granà, William Moretti, Lara Pagin, Claudio Placanica, Cristina Valenti- cori

## DVD Cinecittà Live
1. Sotto lo stesso cielo (da Noi)
2. Un angelo disteso al sole (da Noi)
3. Questa nostra stagione (da Noi)
4. Stella gemella (da Dove c'è musica)
5. Se bastasse una canzone (da In ogni senso)
6. Balla solo la tua musica (da Noi)
7. Noi (da Noi)
8. Una tempesta di stelle (da Noi)
9. Cose della vita (da Tutte storie)
10. Terra promessa (da Cuori agitati)
11. Una storia importante (da Cuori agitati)
12. Adesso tu (da Nuovi eroi)
13. Abbracciami (da Noi)
14. Polaroid (da Noi)
15. Dove c'è musica (da Dove c'è musica)
16. Più bella cosa (da Dove c'è musica)
17. Io sono te (feat. Giancarlo Giannini (da Noi)
18. Infinitamente (da Noi)
19. Un angel como el sol tu eres (da Somos)